# Airel
Airel is een gemeente in het Franse departement Manche (regio Normandië). De plaats maakt deel uit van het arrondissement Saint-Lô. Airel telde op 1 januari 2022 527 inwoners.

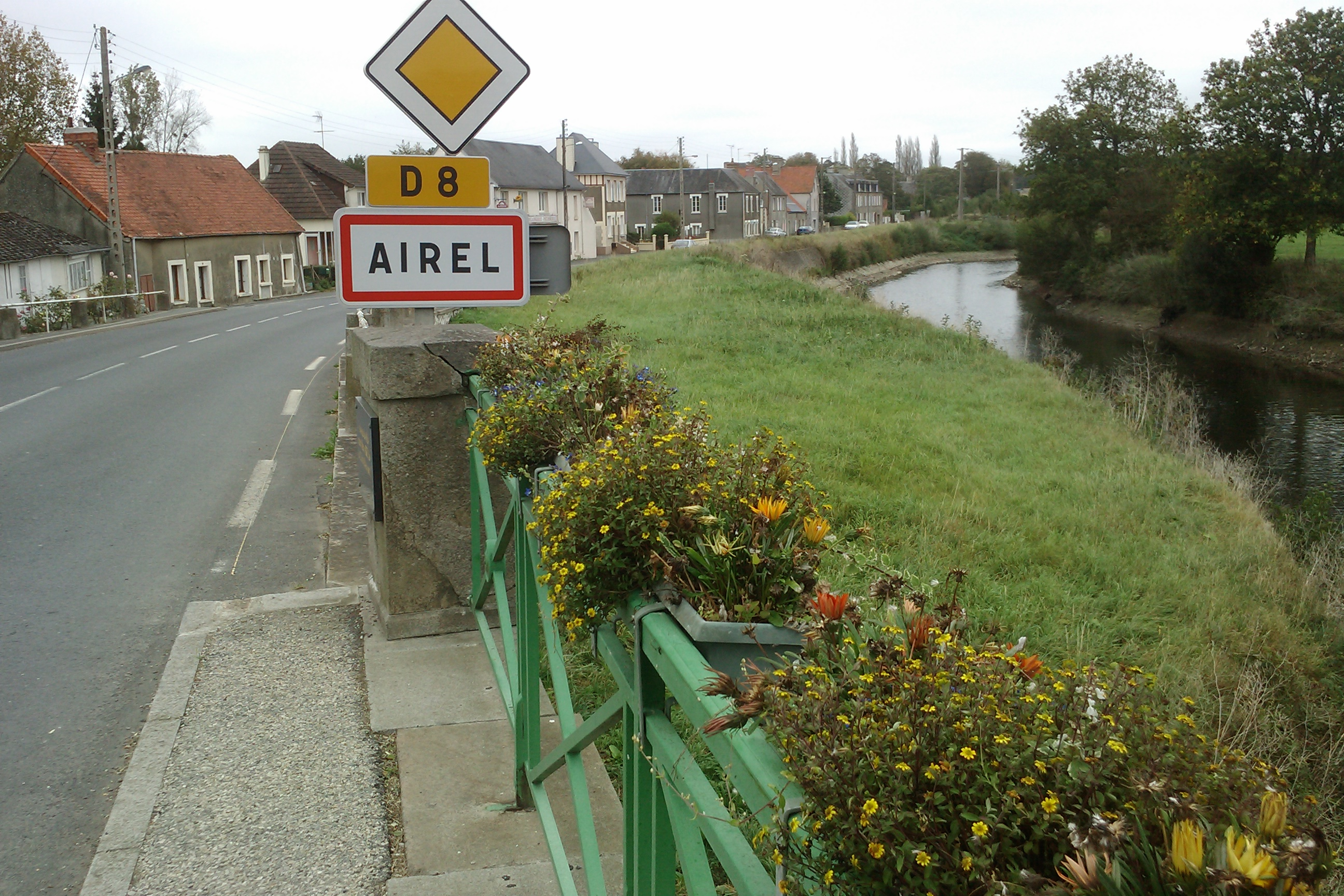
Pont de Saint-Fromond bij Airel
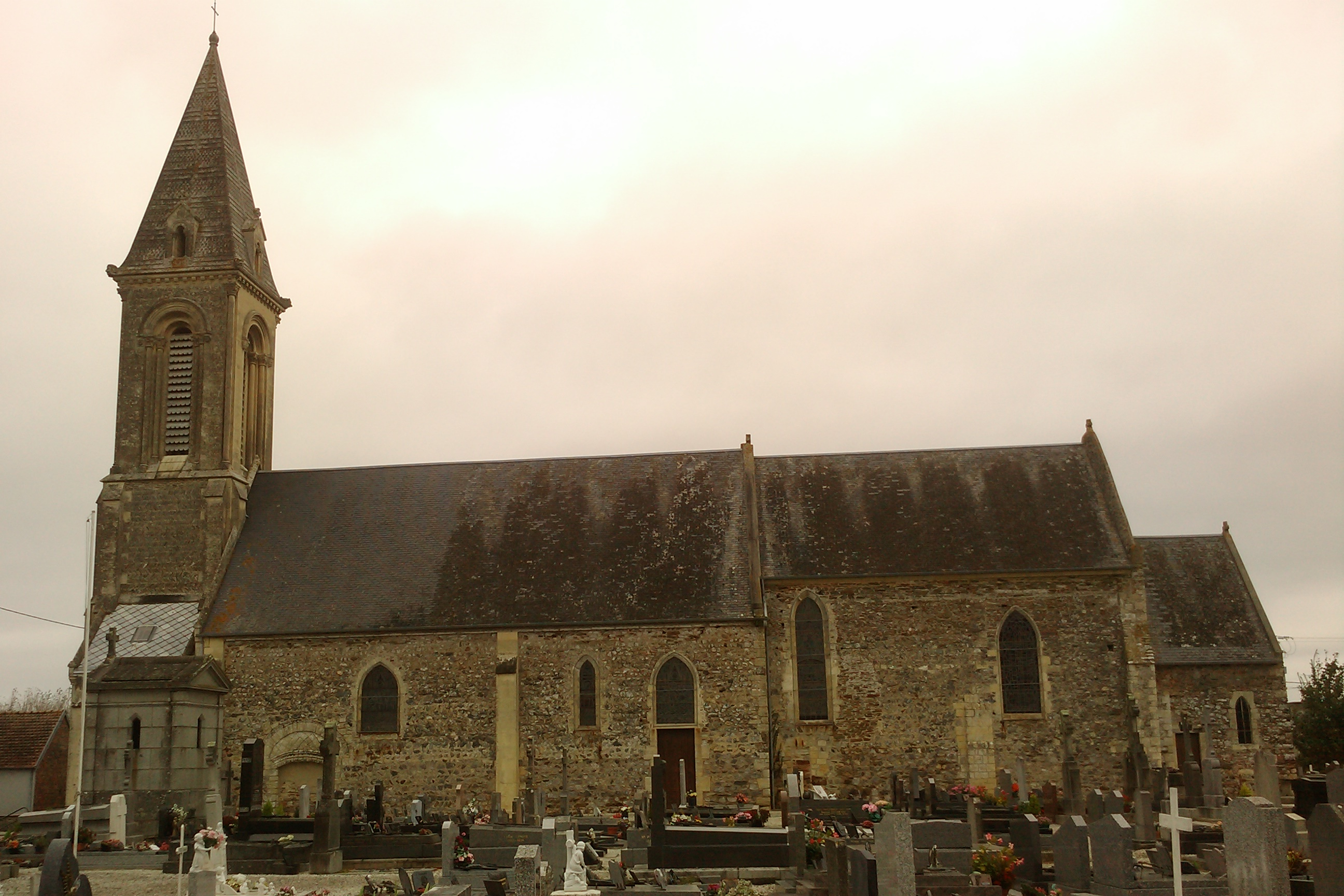
Kerk van Airel

## Geografie
De oppervlakte van Airel bedroeg op 1 januari 2022 10,17 vierkante kilometer; de bevolkingsdichtheid was toen 51,8 inwoners per km².

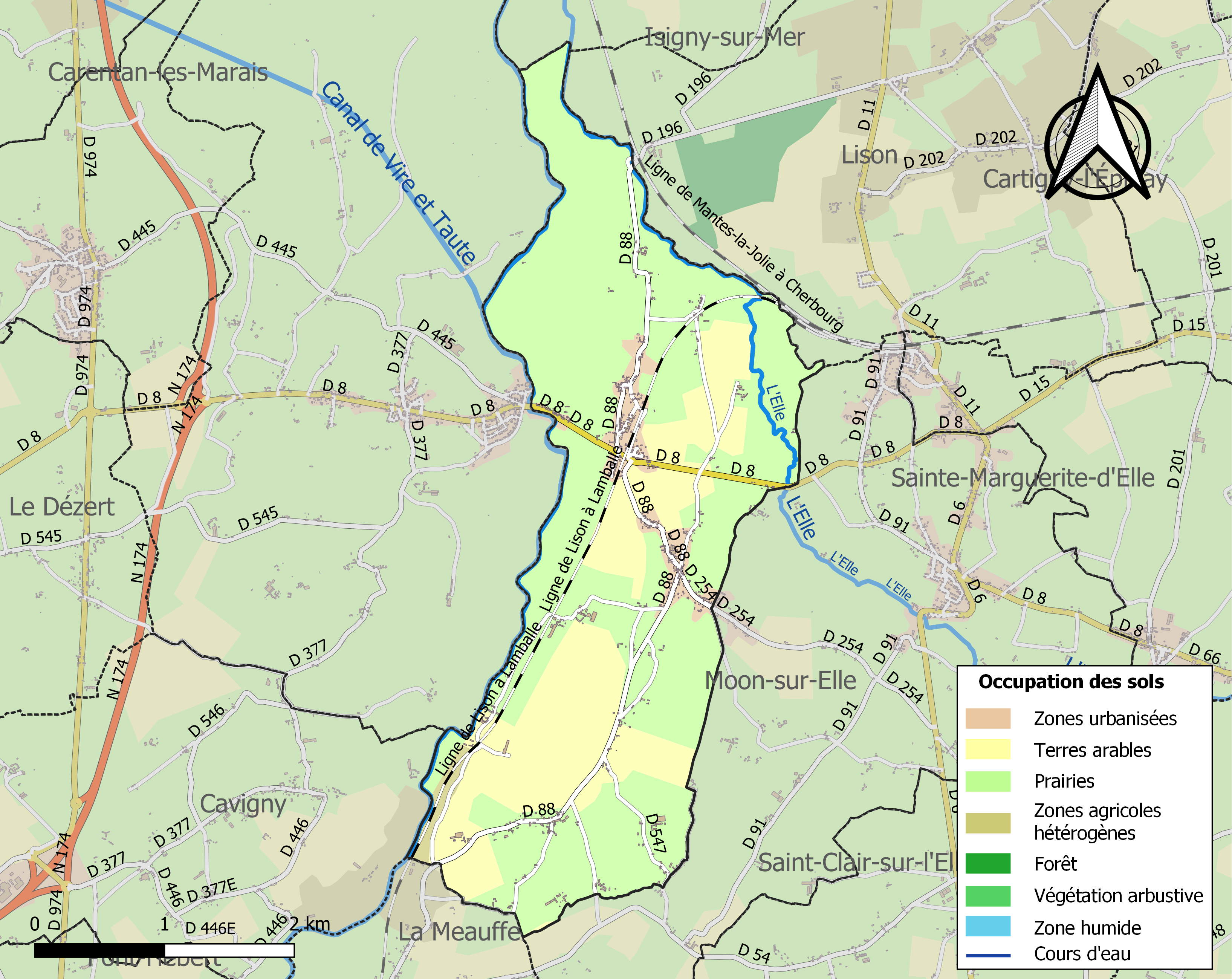
Kaart van de gemeente met de belangrijkste infrastructuur, bodemgebruik en omliggende gemeenten

## Demografie
Onderstaande figuur toont het verloop van het inwonertal (bron: INSEE-tellingen).